# Papp Mihály (színművész)
Papp Mihály, Papp Mihály Endre (Makó, 1875. november 22. – Budapest, 1915. szeptember 20.) színész.

## Pályafutása
Dr. Papp Mihály makói főorvos és Vekerde Julianna fiaként született. Apja nagy gonddal neveltette fiát és diplomás pályára szánta, de a művészi lángot, amelyet a természet bőkezűsége gyújtott az ifjú lelkében, nem lehetett eloltani; alig várta, hogy színész legyen. Miután sikeres érettségi vizsgát tett, a Színiakadémián tanult, ahol 1898-ban szerzett diplomát. Ezután Makó Lajos társulatához került Szegedre, ahol 1898. október 1-jén lépett először színpadra, innen Kolozsvárra szerződött, Megyeri Dezsőhöz, később pedig a Buda–Temesvári társulat művésze volt 1900 októberéig. Ekkor Pesti Ihász Lajoshoz ment Szabadkára, itt vette feleségül Tárnoky Gizella színésznőt. 1901 őszétől a Kolozsvári Nemzeti Színház tagja volt, majd 1903-ban az újonnan megnyílt Király Színházhoz került. 1903. június 19-én vendégszerepelt a Nemzeti Színházban, A borban Baracs Matyi szerepét játszotta. Ugyanezen év novemberében a Király Színház szerződtette. Első sikere a Lysistrata kutyamosója volt, majd az Én, te, ő-ben (Kussy gróf) jutott hálás szerephez, végül Kacsóh Pongrác János vitézében Bagó szerepében felejthetetlen alakítást produkált. 1907 és 1915 között játszott a Magyar Színházban is, ahol prózai szerepekben lépett a közönség elé, s itt is előkelő nevet biztosított mágiának. Briliáns alakítása volt a Császár katonáiban, a Szent Péter esernyőjében, az Apja fiában. 1905. június 3-án a Vígszínház szerződtette, de csakhamar visszatért újra a Magyar Színház kötelékébe. Az első világháború kitörésekor katona lett, segédszolgálatra osztották be, majd idegbaja halálba kergette. 1915. szeptember 20-án délután a Városmajorban öngyilkosságot követett el, revolverrel szíven lőtte magát. Eltemették a Kerepesi úti temetőben, IX. parcella, VI. sor, 31. sz. díszsírhelyre, ahol Beöthy László búcsúztatta, majd Király Ernő elénekelte a nyitott sír mellett a János vitéz Bagójának a rózsaszálról szóló nótáját. Sírkövét Incze Sándor szerkesztő emelte 1925. november 1-jén.

## Fontosabb szerepei
- gróf Szerémy Ernő (Csiky Gergely: A nagymama)
- gróf Coney (Terrasse: Én, te, ő!)
- Archibald (Monckton–Caryll: A torreádor)
- Baracs Matyi (Gárdonyi Géza: A bor)

## Színműve
- Uj nász, dramolett 1 felv. Előadták Kolozsvárott, 1902-ben.